# رومن استینبرگ
رومن استینبرگ (انگلیسی: Roman Steinberg) (زاده ۵ آوریل ۱۹۰۰ - درگذشته ۱۶ آوریل ۱۹۲۸) کشتی‌گیر اهل کشور استونی بوده است.
وی توانسته است مدال برنز وزن ۷۵- کیلوگرم کشتی فرنگی بازی‌های المپیک تابستانی ۱۹۲۴ را کسب کند.